# Gloeochaete
Genre
Gloeochaete est un genre d'algues de la famille des Glaucocystaceae, de l'embranchement des Glaucophyta. 

## Liste d'espèces
Selon AlgaeBase (2 août 2013) et World Register of Marine Species (2 août 2013) :
- Gloeochaete wittrockiana Lagerheim, 1883 (espèce type)

Selon ITIS (2 août 2013) et NCBI (2 août 2013) :
- Gloeochaete wittrockiana Lagerheim